# Conrad-Matschoß-Preis für Technikgeschichte
Der Conrad-Matschoß-Preis für Technikgeschichte des Verein Deutscher Ingenieure e. V. wird seit 2006 alle zwei Jahre ausgelobt und ist (Stand 2025) mit 4000 Euro dotiert. Die Ausschreibung erfolgt immer im Sommer eines Jahres mit gerader Jahreszahl.

## Hintergrund
Mit dem Conrad-Matschoß-Preis will der VDI das Interesse für Technikgeschichte stärken, Beiträge zur besseren Verständlichkeit der Technikgeschichte fördern und die technikhistorische Forschung unterstützen. Der Preis zielt darauf, die historische Analyse und Darstellung von Technik, Industrie und Ingenieurwesen zu fördern, deren historische Entwicklung im Kontext von Gesellschaft, Wirtschaft, Wissenschaft und Umwelt zu verstehen und solche technikhistorischen Erkenntnisse einer breiten Öffentlichkeit zu erschließen.
Es sollen hervorragende technikgeschichtliche Arbeiten ausgezeichnet werden. Zum einen sollen populärwissenschaftliche Darstellungen einem weiten Rezipientenkreis technikhistorische Fragen und ihre Relevanz näherbringen, zum anderen fachwissenschaftliche Arbeiten innovative Beiträge zur Disziplin leisten. Bewerben können sich Personen aus der Forschung und Lehre an Hochschulen, in Museen und in der Denkmalpflege ebenso wie aus dem Journalismus und dem Ingenieurwesen. Die ausgezeichneten Arbeiten müssen den Standards der Wissenschaft und ihres Genres genügen und in der fachlichen und publizistischen Qualität überzeugen.
Conrad Matschoß (1871–1942) fasste Technikgeschichte nicht als eine Geschichte der Erfindungen auf, sondern als eine historische Teildisziplin, die in enger Beziehung zur Wirtschafts- und Sozialgeschichte steht. Er sah die Technikgeschichte als einen Bereich der Bildung an, mit dem einerseits Nichttechniker an die Technik herangeführt werden können und mit dem andererseits Technikern und Ingenieuren die anderen Bereiche der Kultur eröffnet werden sollen.

## Preisträger
- 2007: Frederike Müller und Lars Wendt: Der Architekt Antoni Gaudi – Mythos und Wirklichkeit
- 2011: Ralf Krauter: Als der Welt ein Licht aufging – 50 Jahre Laser-Geschichte
0000:Sonja Petersen: Vom „Schwachstarktastenkasten“ und seinen Fabrikanten
- 2013: Catarina Caetano da Rosa: Operationsroboter in Aktion – Kontroverse Innovationen in der Medizintechnik
0000:Marcus Popplow: Technik im Mittelalter[2]
- 2015: Anke Hertling: Eroberung der Männerdomäne Automobil
- 2017: Christian Zumbrägel: Viele Wenige machen ein Viel – Eine Kleingeschichte der Wasserkraft im 19. und 20. Jahrhundert
0000: Marcel Hänggi: Fortschrittsgeschichten – Für einen guten Umgang mit Technik
- 2019: Thomas Schuetz: Die Leinenwarenherstellung im Königreich Württemberg
0000: Peter Payer: Auf und Ab – Eine Kulturgeschichte des Aufzugs in Wien[3]
- 2021: Daniela Mysliwietz-Fleiß: Die Fabrik als touristische Attraktion
0000: Anke Woschech: Ingenieure auf der Leinwand[4]
- 2023: Timothy Moss und Pauline Münch: Digitale Tour der Infrastrukturgeschichte Berlins, 1920–2020
0000: Michael Homberg: Digitale Unabhängigkeit. Indien und der Computer. Eine internationale Geschichte, 1947–2020
- 2025: Alwin Cubasch: Zu Gast im Automaten. Gastrotechnik im Berlin der Jahrhundertwende
0000: Jonas Schädler: Der Stromzähler. Elektrische Energie als Konsumgut, 1880–1950[5]